# مسؤولية وسائل الإعلام
مسؤولية وسائل الإعلام هو مصطلح يعبر عن الاعتقاد بأن للإعلام مسؤولية أساسية في المساعدة من أجل تعزيز الديمقراطية ودعمها.
على الرغم من أن ذلك يعد مفهومًا ذاتيًا ومن الصعب تعريفه، لقد قُدمت حجج للصحف والتليفزيون والإذاعة وربما أنواع الاتصالات عبر الإنترنت لكي تكون بمثابة هيئة رقابية حكومية، وكذلك حارس البوابة وأداة لنشر المعلومات الضرورية، وأكثر من ذلك كأداة للاهتمامات والاتجاهات الثقافية.
لأن وسائل الإعلام الإخبارية عادة ما تضخم رد الفعل الشعبي تجاه الجماعات التي لا تحظى بشعبية خلال الذعر الأخلاقي فإن دعاة المسؤولية الإعلامية يدعون أيضًا الوسائل الإعلامية للامتناع عن إثارة المشاعر في الحوادث ذات الصلة. وإلا فإن الغضب الشعبي الناتج عن ذلك قد يظهر في تشريعات غير مدروسة تجاه مجموعة مخربة أو الاقتصاص الشعبي غير القانوني من المضطهد.